# Довлатян, Врам Вагинакович
Врам Вагинакович Довлатян (арм. Վռամ Վաղինակի Դովլաթյան; 13 августа 1923, Нор-Баязет — 25 декабря 2005, Ереван) — советский и армянский химик-органик. Доктор химических наук (1965), профессор (1967). Заслуженный деятель науки Армянской ССР (1980). Академик АН Армянской ССР (1994, член-корреспондент 1986).
Старший брат Фрунзе Довлатяна.

## Биография

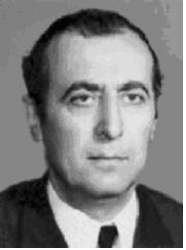

Врам Довлатян родился в Нор-Баязете. Участвовал в Великой Отечественной войне и там же работал шифровальщиком в штабе. В 1949 году окончил химический факультет Ереванского государственного университета.
С 1954 года работал на кафедре общей химии Армянского сельскохозяйственного института, с 1958 по 1989 год занимал должность заведующего кафедрой общей химии.
С 1962 по 2005 год он был руководителем Лаборатории проблем пестицидов в том же институте, а с 1962 года он также возглавлял экспериментальную лабораторию синтеза пестицидов. Действительный член РАН с 1994 года.
Новые высокоактивные гербициды, фунгициды и стимуляторы роста, обнаруженные в Довлатяновской научной лаборатории широко используются в сельском хозяйстве. Он изучал реакции хлорметоксиметилирования сложного эфира уксусной кислоты, каталитическое действие солей четвертичного аммония на образование сложных эфиров угольной кислоты. Обнаружены уникальные реакции перегруппировки хлоралкокс (тио, амин-сим-триазинов) (в сочетании с производством тара-сим-триазинов).

## Награды
- орден Отечественной войны II степени (1985),
- два ордена Трудового Красного Знамени,
- орден «Знак Почёта»,
- Заслуженный деятель науки Армянской ССР (1980),
- медаль «В ознаменование 100-летия со дня рождения Владимира Ильича Ленина»,
- юбилейная медаль «Двадцать лет Победы в Великой Отечественной войне 1941—1945 гг.» (1969),
- юбилейная медаль «Тридцать лет Победы в Великой Отечественной войне 1941—1945 гг.» — без колодки,
- юбилейная медаль «50 лет Победы в Великой Отечественной войне 1941—1945 гг.» (1995),
- юбилейная медаль «60 лет Победы в Великой Отечественной войне 1941—1945 гг.» (2005),
- юбилейная медаль «70 лет Вооружённых Сил СССР» (1988),
- медаль «Ветеран труда» (1986),
- Знак «Ударник девятой пятилетки»(1985),
- Знак «Отличник социалистического сельского хозяйства»
- медаль Анании Ширакаци (2000).
- Признан человеком года 1997 года Американским биографическим институтом
- Титул Американского биографического института «Человек века»[2].

## Сочинения
Автор около 450 научных работ, в числе которых 130 авторских свидетельств. На основе его разработок защищены 4 докторские и 50 кандидатских диссертаций.
40 лет он заведовал кафедрой общей химии АрмСХИ, ныне Государственного аграрного университета Армении. Там же он основал проблемную лабораторию по синтезу и испытаниям пестицидов, которой руководил до конца жизни.
- Автор множества патентов.
- Получены гербициды, противогрибковые средства и стимуляторы роста (кротилин, метазин, зулфазин, фенагон, лавин и др.), часть из которых вложена в сельское хозяйство.
- Изучал реакции хлорметоксиметилирования сложного эфира ацетоуксусной кислоты, каталитическое действие солей четвертичного аммония на образование обоих эфиров карбоновых кислот.
- Обнаружил оригинальные реакции перегруппировки хлоралкокси(тио, амино)-сим-триазинов (конъюгированных с образованием тера-сим-триазинов).
- Предложенный Довлатяном способ синтеза цианамин-сим-тразинов запатентован в Германии, Японии, Швейцарии.
- Входит в список 500 влиятельных лидеров в области мировой науки.
- Довлатяну удалось разрешить проблему эффективной утилизации отхода хлоропренового каучука — 1,3-дихлорбутена-2, на основе которого им был получен гербицид кротилин, получивший широкое применение.

## Семья
- Отец — Довлатян, Вагинак Зограбович
- Мать — Папазян, Маргарита Микаеловна
- Супруга — Алоян, Амалия Геворковна
- Сын — Довлатян, Армен Врамович
- Дочь — Довлатян, Маргарита Врамовна